# Raffaele Agostino De Ferrari
Raffaele Agostino De Ferrari (Génova, 20 de julho de 1732 - Génova, 17 de janeiro de 1801) foi o 180.º Doge da República de Génova.

## Biografia
No dia 4 de julho de 1787 o Grande Conselho elegeu De Ferrari para liderar o estado genovês, o Doge n.º 180 na história republicana. Durante o seu mandato houve a feliz captura, a 11 de agosto de 1788, nas águas em frente à cidade de Bordighera, de um Xebec argelino, dos 117 marinheiros turcos feitos prisioneiros pelas embarcações genovesas San Giorgio e Raggio, 50 foram mortos. O mandato de dois anos terminou a 4 de julho de 1789. Na vida privada, ele casou-se com Settimia Spinola. O seu sobrinho Raffaele de Ferrari era marido da Marquesa Maria Brignole Sale De Ferrari. Raffaele Agostino De Ferrari faleceu em Génova, em 1801.